# Marktplatz 6 (Bad Kissingen)

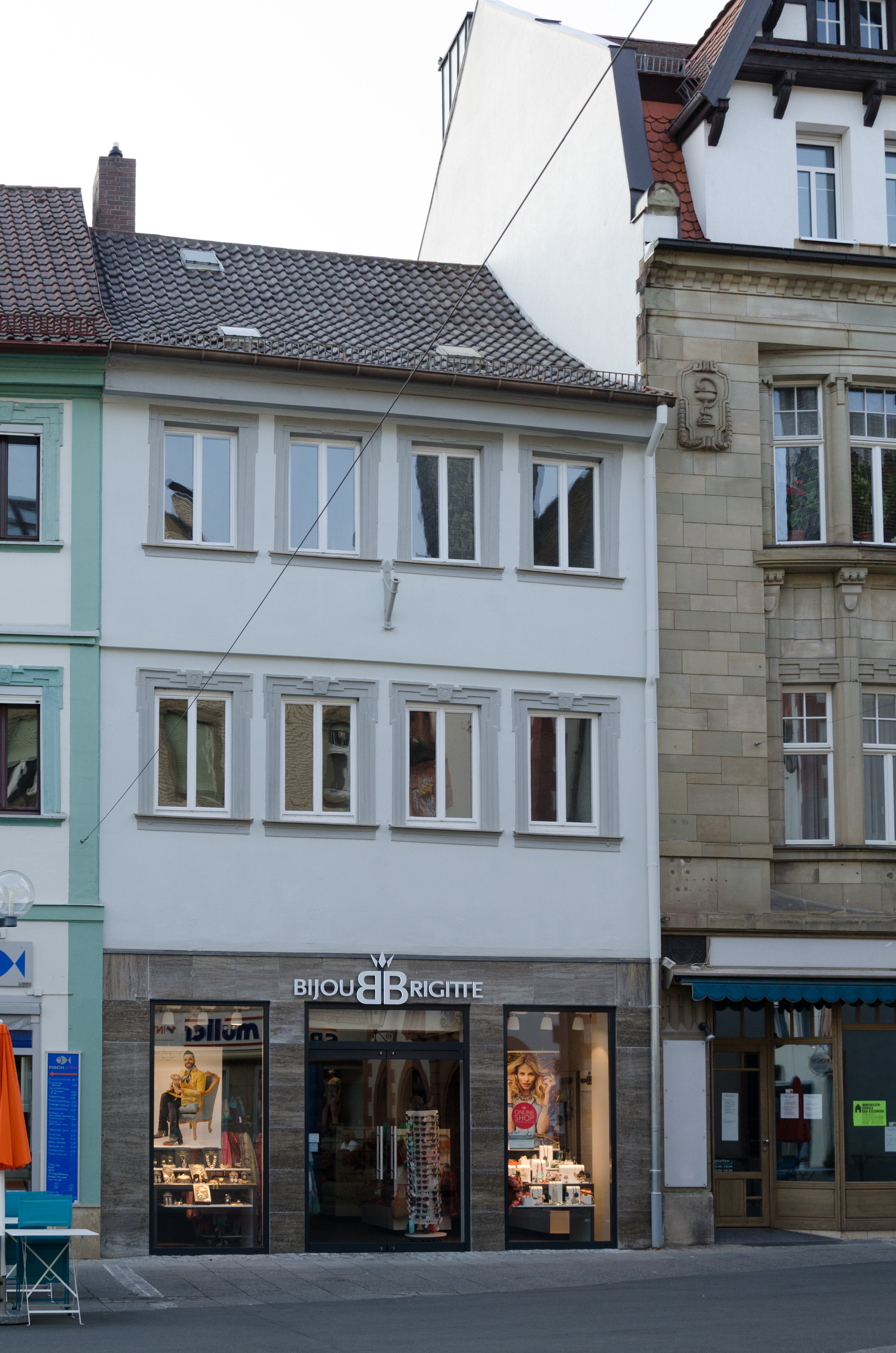
Marktplatz 6 in Bad Kissingen.

Das Gebäude Marktplatz 6 in Bad Kissingen, der Großen Kreisstadt des unterfränkischen Landkreises Bad Kissingen befindet sich auf dem Marktplatz des Ortes, gehört zu den Bad Kissinger Baudenkmälern und ist unter der Nummer D-6-72-114-54 in der Bayerischen Denkmalliste registriert.

## Geschichte
Das dreigeschossige Anwesen entstand im späten 18. Jahrhundert als Fortsetzung des Nachbargebäudes Marktplatz 5. Die Fassade ist dementsprechend ebenso mit spätbarocken geohrten Fensterrahmungen gestaltet.
Nachdem das Anwesen mehrere Jahrzehnte lang ein Schreibwarengeschäft beherbergt hatte, eröffnete Anfang 2014 hier ein Schmuckgeschäft.